# Les Actualités burlesques
Pour plus de détails, voir Fiche technique et Distribution.
Les Actualités burlesques est un court métrage français réalisé par Gilles Margaritis, sorti en 1948.

## Synopsis
Les dix sketches délirants de Gilles Margaritis.

## Fiche technique
- Titre : Les Actualités burlesques
- Réalisation et scénario : Gilles Margaritis
- Scénario : François Denis (idée), Gilles Margaritis
- Production : Les Films du Panthéon[2]
- Producteur : Pierre Braunberger
- Distribution : Les Films de la Pléiade
- Photographie : Michel Wakewitch
- Format :  Son mono - 35 mm - Noir et blanc - 1,37:1
- Genre : Burlesque
- Durée : 17 minutes
- Année de sortie : 1948

## Sélection
- 2008 : 27e Festival du Premier film à La Ciotat (Le Berceau du cinéma)[3]

## À propos du film
- Le court métrage est intégré au documentaire Bonsoir Gilles réalisé par Pierre Tchernia en 1966, produit par l'ORTF[4].